# Hersin-Coupigny
Hersin-Coupigny település Franciaországban, Pas-de-Calais megyében. Lakosainak száma 6098 fő (2022. január 1.). Hersin-Coupigny Nœux-les-Mines, Sains-en-Gohelle, Servins, Barlin, Bouvigny-Boyeffles és Fresnicourt-le-Dolmen községekkel határos.

## Népesség
A település népességének változása:
| Lakosok száma | 6073 | 6182 | 6273 | 6245 | 6263 | 6245 | 6196 | 6147 | 6098 |
|               | 2013 | 2015 | 2016 | 2017 | 2018 | 2019 | 2020 | 2021 | 2022 |